# Hetey László
Hetey László (Nyíregyháza, 1942. február 12. –) magyar színművész, bábszínész, a nyíregyházi Móricz Zsigmond Színház örökös tagja.

## Életpályája
1965-ben végezte el a bábszínészképző tanfolyamot. 1963-1983 között az Állami Bábszínház tagja volt. 1983-tól a nyíregyházi Móricz Zsigmond Színház színésze volt.
A magánéletben a 2021-ben elhunyt Szabó Tünde színművésznő volt a társa. Szabó Tündével közösen írt könyvük harmadik társszerzője Bodnár István volt. A kötet címe: A deszka szálkái.

## Főbb színházi szerepei
- Vargalegény (Illyés Gyula: Tűvétevők) – báb
- Henrik, a két takács (Jevgenyij Lvovics Svarc: A sárkány) – báb
- Vencellin, bajor lovag (Ratkó József: Segítsd a királyt!)
- Pantalone (Carlo Gozzi: A szarvaskirály)
- Tevje (Joseph Stein – Jerry Bock – Sheldon Harnickː Hegedűs a háztetőn)
- Polgármester (Móricz Zsigmond: Rokonok)
- Schneider Mátyás (Zágon István – Nóti Károly – Eisemann Mihály: Hyppolit, a lakáj)
- Seress Rezső (Müller Péter: Szomorú vasárnap)
- Nagypapa (Horváth Péter: Csaó bambinó)
- Logikatanár (Eugène Ionesco: Rinocérosz)
- Milton (Jókai Mór: Itt a vége, pedig milyen unalmas napnak indult)
- Polgármester (Nyikolaj Vasziljevics Gogol: A revizor)
- Az inkvizítor (George Bernard Shaw: Szent Johanna)
- Barah, Kalaf hajdani udvarmestre (Friedrich Schiller: Turandot)
- Svejk (Jaroslav Hašek – Verebes István: Svejk)
- Peacock (Bertolt Brecht – Kurt Weill: Koldusopera)
- Tudorkin; Alex (Valentyin Petrovics Katajev – Aldobolyi Nagy György: Bolond vasárnap)
- Brabantio (William Shakespeare: Othello)
- Boracchio (William Shakespeare: Sok hűhó semmiért)
- Apa (Witold Gombrowicz: Esküvő)

## Filmes és televíziós szerepei
- Mátyás, a sosemvolt királyfi (2006)
- Kisváros (2000-2001)

## Könyv
- Bodnár István – Hetey László – Szabó Tünde: A deszka szálkái (Örökségünk Kiadó Bt. 2002, Nyíregyháza) ISBN 9630094762

## Díjai és elismerései
- A nyíregyházi Móricz Zsigmond Színház örökös tagja[4]